# Vombisidris philax
Vombisidris philax är en myrart som beskrevs av Bolton 1991. Vombisidris philax ingår i släktet Vombisidris och familjen myror. Inga underarter finns listade i Catalogue of Life.

## Bildgalleri

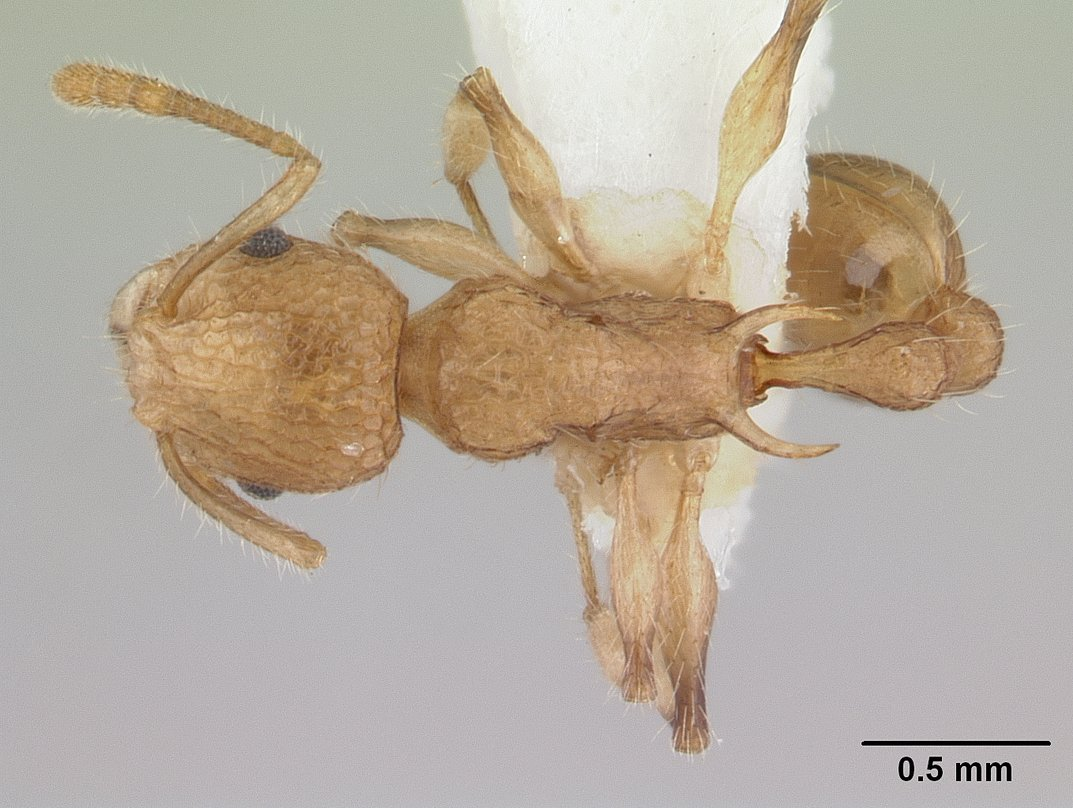
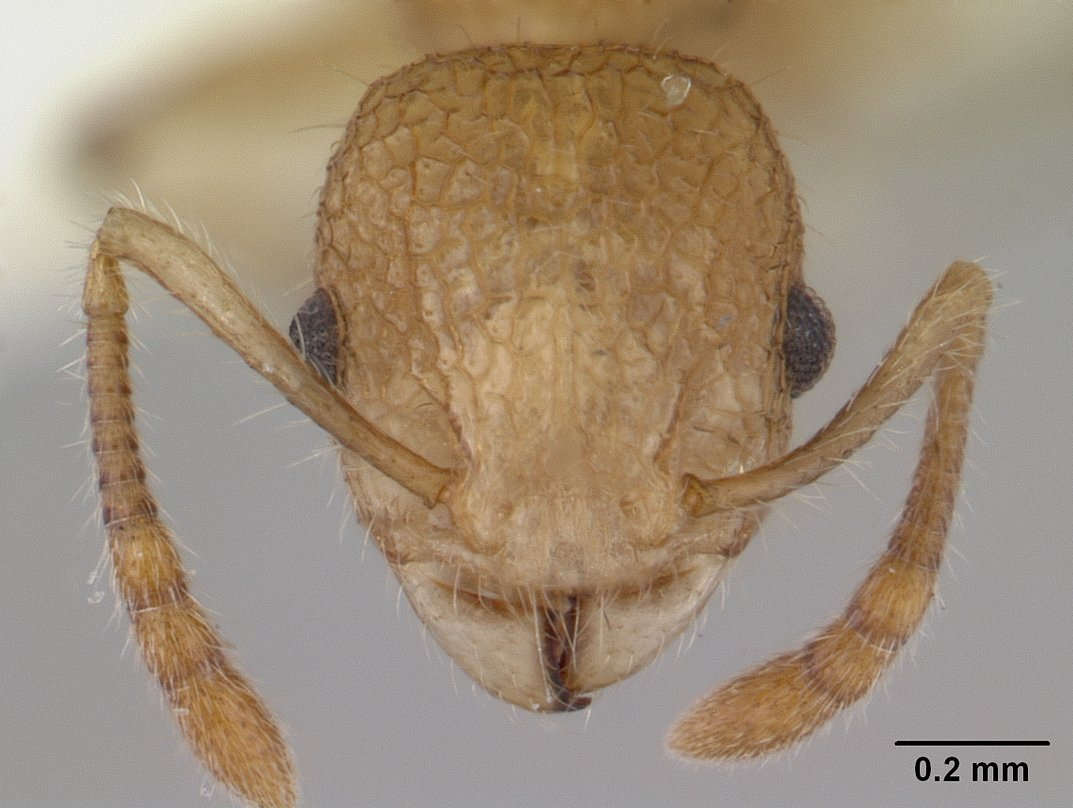
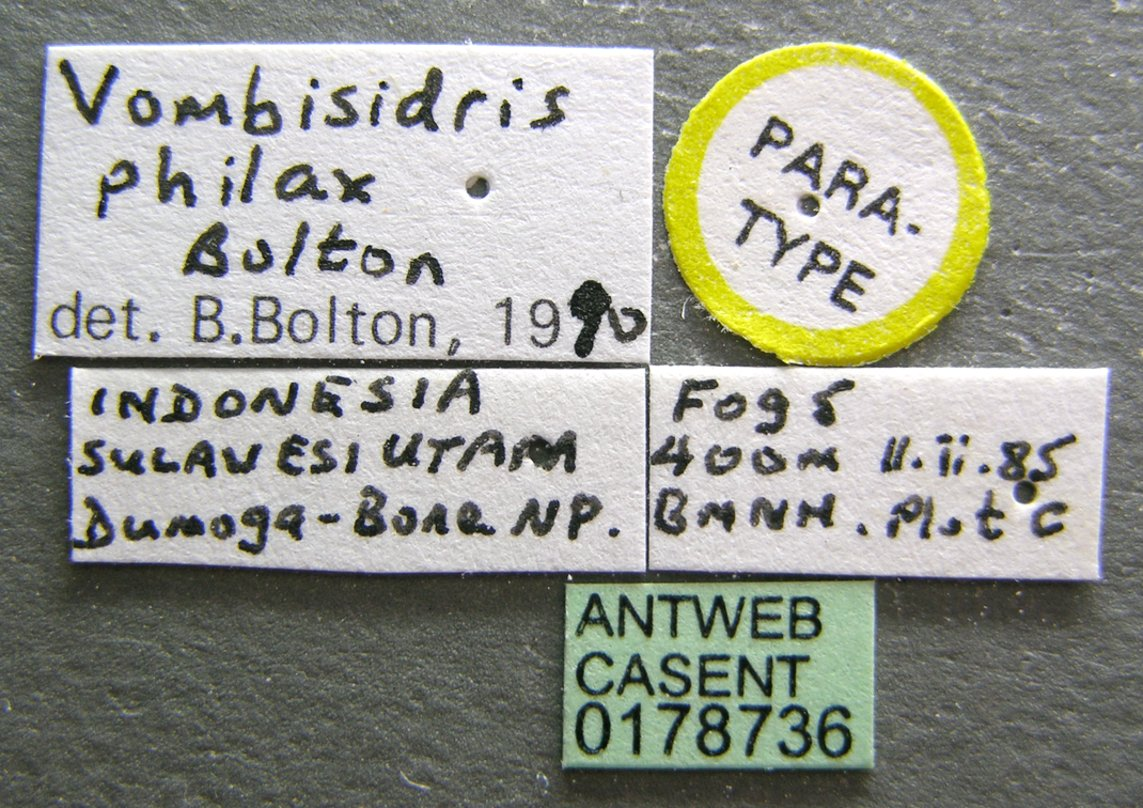
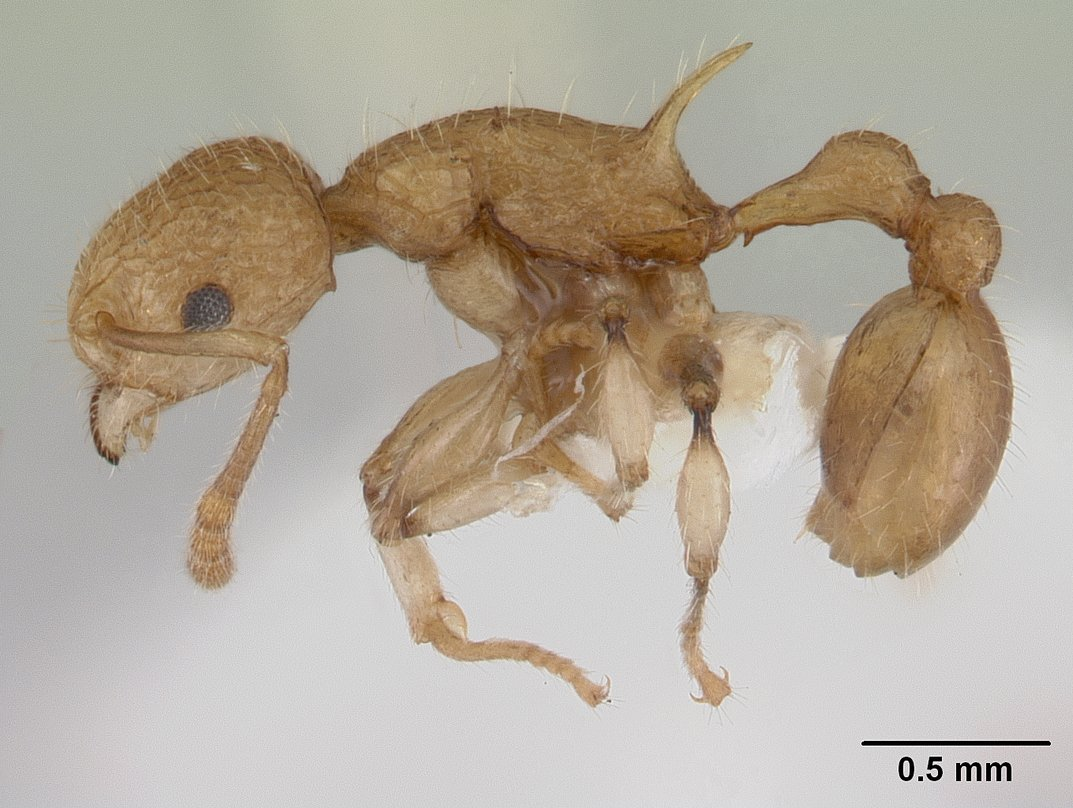